# Pont mixte acier-béton
Un pont mixte acier/béton comporte des éléments structurels en acier et en béton armé ou précontraint, dont la particularité réside dans le fait de faire fonctionner ces matériaux selon leurs aptitudes optimales, notamment en compression pour le béton et en traction pour l'acier. Ses éléments présentent une solidarisation entre eux, sous forme de liaisons mécaniques, de façon à créer un ensemble monolithique.

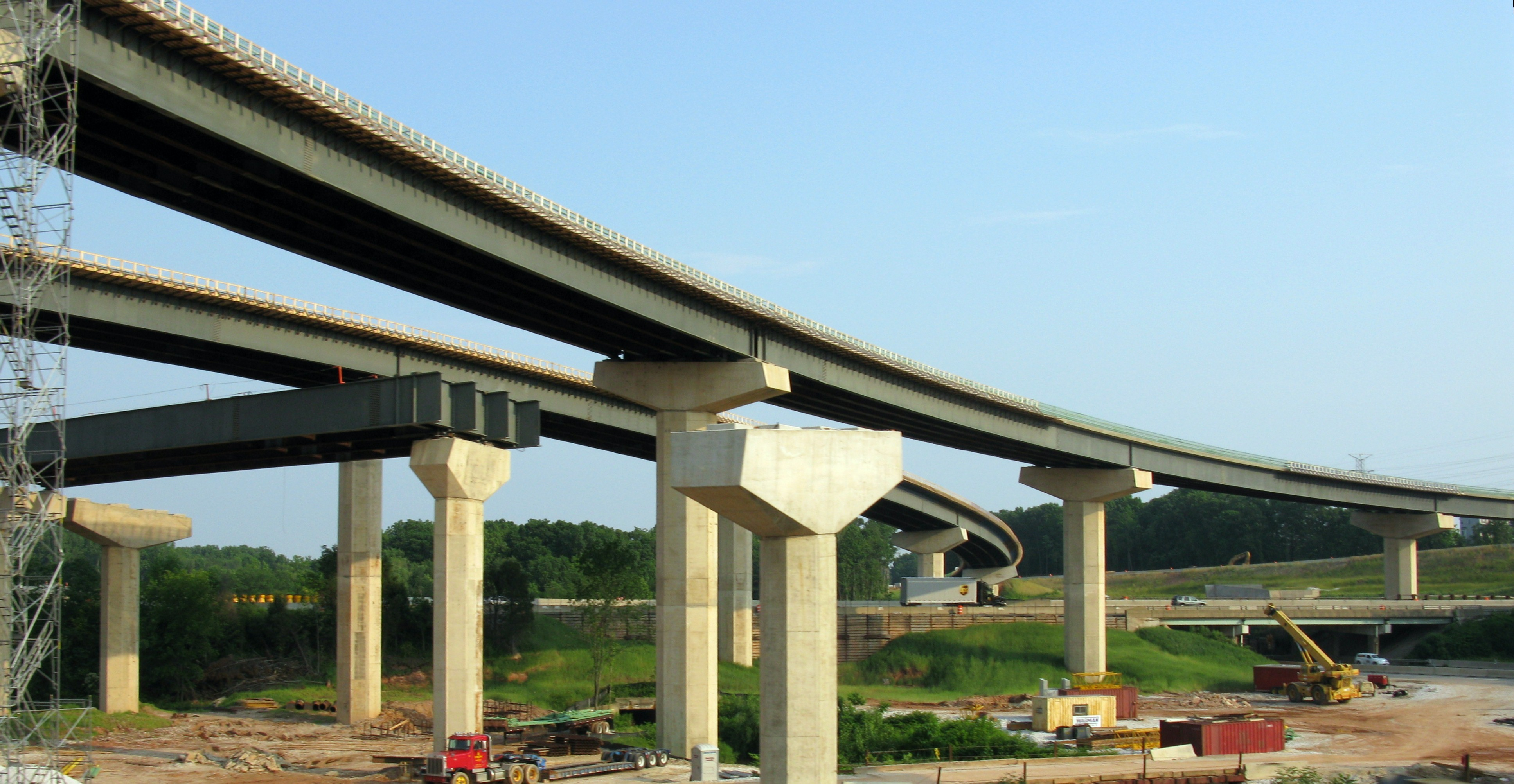
Ponts mixtes multipoutres, Baltimore (États-Unis)

Les ouvrages composés uniquement de béton armé ou précontraint, malgré l'acier qu'ils possèdent, ne sont pas considérés comme des ponts mixtes.

## Histoire des ponts mixtes
La fin du XVIIIe siècle a vu l'essor de l'acier dans la construction d'ouvrages d'art tels que les ponts suspendus ou les ponts en treillis, permettant de révolutionner les longueurs de travées jusqu'alors relativement limitées. Ils étaient très prisés de par leurs avantages financiers et de rapidité de mise en œuvre face aux ponts à voûtes qui ne permettaient pas de telles caractéristiques techniques et qui nécessitaient des travaux importants face à certains emplacements comme des vallées ou des brèches profondes. Ces ponts en acier ont alors occupé une large place jusqu'aux années 1960, avant l'expansion du béton précontraint qui suscita un grand engouement, tant la vitesse de construction et l'amoindrissement des quantités de matériaux étaient améliorés.
Depuis les années 1980, les ponts mixtes acier/béton sont en constante progression, en 2004, ces constructions représentaient 80 % des ouvrages de portées moyennes, entre 35 et 80 m,.

## Les différents types de ponts mixtes

### Ponts mixtes bipoutres et multipoutres

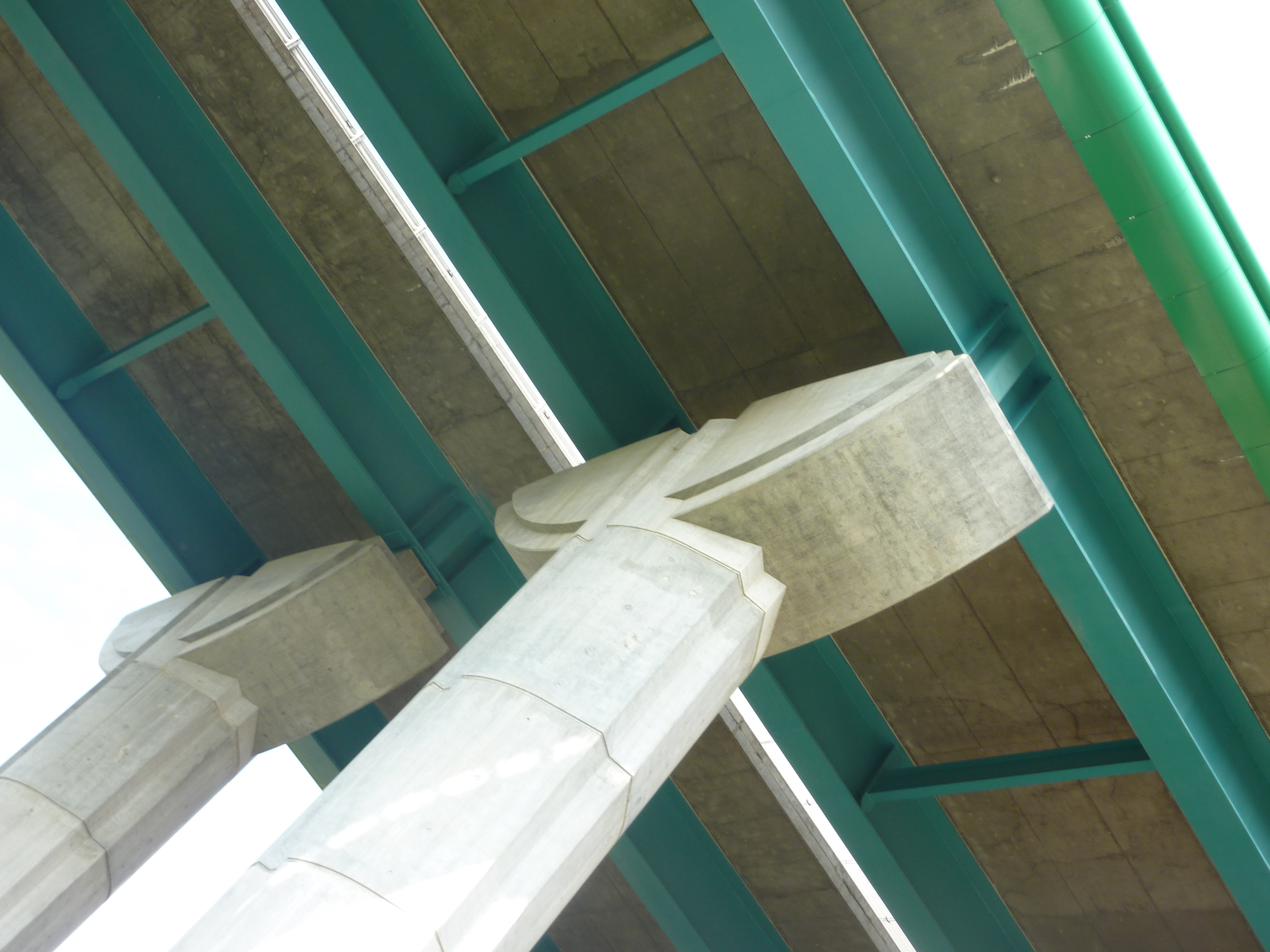
Viaduc du Layon, pont bipoutre mixte en Maine-et-Loire

Un pont mixte multipoutres est un pont dont le tablier est formé de raidisseurs en acier en partie inférieure et d'une dalle en béton armé ou précontrainte en partie supérieure. Les raidisseurs peuvent être soit des profilés métalliques laminés, soudés ou rivetés, à âmes pleines ou ajourées, soit des poutres en treillis et dispose parfois de poutres transversales appelée entretoises, reliant les raidisseurs principaux. Le viaduc de la Haute-Colme qui supporte la ligne LGV Nord-Europe dans les communes de Watten et de Ruminghem, est le plus long pont bipoutre de France avec ses 1 827 m. Les poutres métalliques, de 2,5 mètres de hauteur, sont reliées entre elles en partie inférieure par des contreventements de façon à donner la raideur en torsion qui est nécessaire pour ce genre de tablier supportant des trains à très grande vitesse.
On retrouve dans cette catégorie les ponts mixtes bipoutres et quadripoutres, très répandus pour leurs facilités de mise en œuvre, leurs tonnages d'acier faibles et donc d'un coût moindre, leurs plages de portées ne dépasse que rarement les 100 m à 120 m. Les dimensions des poutres longitudinales influent en partie sur la rigidité du tablier et il serait alors inintéressant financièrement d'utiliser ce type d'ouvrage au-delà de certaines portées.

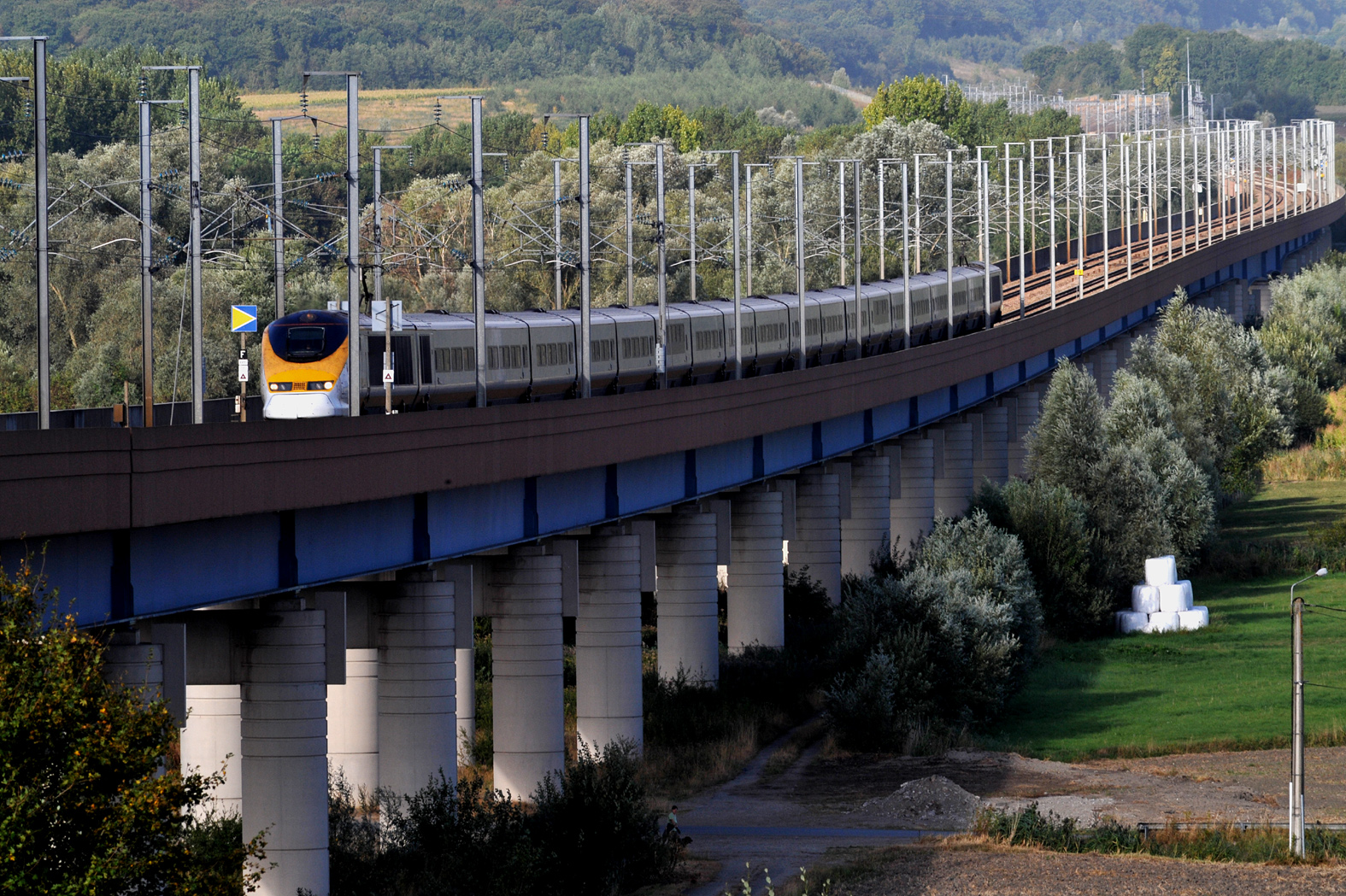
Viaduc de la Haute-Colme en France

L'ordonnancement des différents éléments du tablier bipoutre peut varier, lorsque la chaussée supportée par le pont est très large, des consoles extérieures peuvent être disposées dans la continuité des entretoises afin de reprendre cet élargissement. Dans le même principe, la dalle en béton peut admettre une précontrainte transversale améliorant ses capacités, mais nécessite certaines dispositions comme des entretoises en parties basses des poutres pour que la compression du béton n'affecte pas la stabilité de ces poutres acier. D'autres critères esthétiques ou liés aux contraintes du chantier peuvent changer l'ordonnancement de tous ces différents éléments, un faible emplacement au sol pour les piles pourra engendrer une pile de faible largeur et donc un espace entre les poutres acier plus faible.

### Pont à poutrelles enrobées
Apparus dans les années 1970, les ponts à poutrelles enrobées sont formés de poutres de hauteurs constantes, enrobées en partie ou intégralement de béton. Une solution fréquemment employée consiste à coffrer l'espacement entre les poutrelles à l'aide de coffrages perdus posés sur les ailes inférieures de ces poutrelles, évitant ainsi l'usage d'un étaiement provisoire durant la construction. Le réseau SNCF possède de nombreux ouvrages de ce type.
Leurs avantages majeurs résident dans le fait de pouvoir présenter des épaisseurs très minces, très intéressant dans le cas où l'emplacement présente des contraintes de hauteurs ou même, pour répondre à certains choix architecturaux. Ils peuvent également être construits sans intervenir sur la circulation en place, et éviter des déviations compliquées et coûteuses, de même qu'ils nécessitent peu de matériel et d'engins de levage.

### Ponts mixtes mono-caissons ou multi-caissons
Le tablier des ponts mixtes en caissons est composé de voussoirs évidés liaisonnés les uns aux autres, pouvant être de hauteurs variables ou fixes selon leurs dispositions le long du tablier.